# シャーロック・ホームズシリーズ

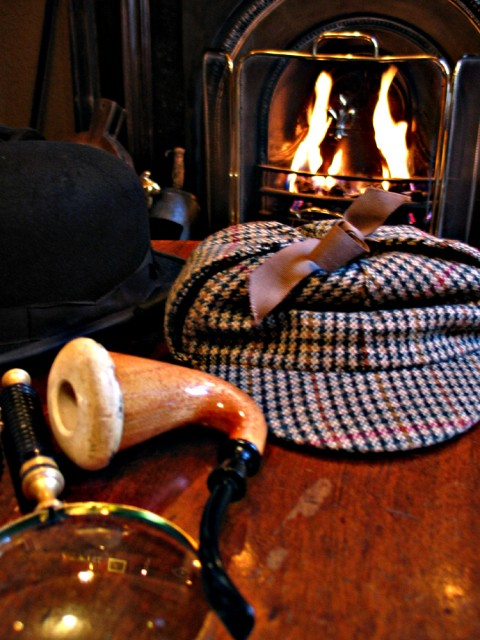
シャーロック・ホームズの帽子とパイプと虫メガネ

シャーロック・ホームズシリーズ（英: Sherlock Holmes）は、小説家アーサー・コナン・ドイルの作品で、シャーロック・ホームズと、友人で書き手のジョン・H・ワトスン、またはジョン・H・ワトソンの織り成す冒険小説の要素を含む推理小説である。
1887年から1927年にかけて、60編（長編4、短編56）が発表された。長編として発表した第1作、第2作は人気が出なかったが、イギリスの月刊小説誌「ストランド・マガジン」に依頼され、短編を連載したところ大変な人気となった。それ以降の作品はすべて同誌に発表された。
物語は基本的に事件の当事者、あるいは捜査に行き詰まった警察がホームズに助けを求め訪ねて来ることで始まる。ホームズが現場に調査に行き、警察の見過ごした証拠を発見し推理を働かせて事件の謎を解き、物語は終わる。ほとんどの作品がワトスンによる事件記録、という形で書かれている。変人の探偵と常識人をコンビにして相棒を物語の書き手とするスタイルは、「史上初の推理小説」といわれる『モルグ街の殺人』（エドガー・アラン・ポー、1841年）を踏襲している。

## 作品リスト

### 正典と外典
コナン・ドイルが書いた60の長短編は、熱狂的なファン（シャーロキアン）から聖書になぞらえて「正典  (Canon)」「聖典」「古年代記（サーガ）」などと呼ばれる。このCanonは、コナン・ドイル (Conan Doyle)のアナグラムでもある。「正典」に対し、聖書同様に「外典 (Apocrypha)」「経外典」「偽典」などと呼ばれる作品群がある。Apocryphaについては定義に揺れがあり、ホームズに関連したパロディやパスティーシュの全てを「外典」と呼ぶこともあれば、ドイル自身によるホームズのパロディなどに限定して「経外典」とする説、「聖典」で言及されたものの執筆されていない事件の記録（語られざる事件）を「偽典」とする説、「外典」をドイルの執筆した「戯曲（芝居の台本）」「ドイル自身によるパロディ」「ホームズが脇役で登場する作品」の三種類に大別する説などがある。
シリーズのほとんどの作品がワトスンの一人称で記述されているが、「最後の挨拶」と「マザリンの宝石」は三人称、「白面の兵士」と「ライオンのたてがみ」はホームズの一人称で記述されている。「グロリア・スコット号事件」と「マスグレーヴ家の儀式」は、ホームズがワトスンと知り合う以前の体験を語って聞かせるという体裁をとり、実質ホームズの一人称での記述になっている。また『緋色の研究』と『恐怖の谷』の後半に、かなり長く三人称で過去の出来事を語った部分がある。

### 正典
以下の邦題は新潮文庫版のものである。TV化された作品など、異なる邦題は多数存在し、原典の直訳とは全く違う内容に即した題名が充てられているものもある。かっこ内は、それらのうち大きく異なっているものである。
最後の数字は事件の時系列の順番(時系列順に収録されているちくま文庫版に拠る)である。

#### 長編
- A Study in Scarlet - 緋色の研究（緋色の習作）(3)
- The Sign of Four - 四つの署名（四つのサイン）(19)
- The Hound of the Baskervilles - バスカヴィル家の犬（バスカービルの魔犬）(バスカル家の犬)(20)
- The Valley of Fear - 恐怖の谷(16)

#### 短編集
The Adventures of Sherlock Holmes - シャーロック・ホームズの冒険
- A Scandal in Bohemia - ボヘミアの醜聞（「醜聞」に「スキャンダル」のルビが振られる場合がある）(9)
- The Red-Headed League - 赤毛組合（赤毛連盟、赤毛クラブ）(13)
- A Case of Identity - 花婿失踪事件（花婿の正体）(12)
- The Boscombe Valley Mystery - ボスコム渓谷の惨劇（ボスコム谷の惨劇、ボスコム谷の謎)(22)
- The Five Orange Pips - オレンジの種五つ（五つぶのオレンジの種）(11)
- The Man with the Twisted Lip - 唇のねじれた男（もう一つの顔）(10)
- The Adventure of the Blue Carbuncle - 青い紅玉（青いガーネット、青いルビー）（15)
- The Adventure of the Speckled Band - まだらの紐(4)
- The Adventure of the Engineer's Thumb - 技師の親指(26)
- The Adventure of the Noble Bachelor - 独身の貴族（花嫁失踪事件）(6)
- The Adventure of the Beryl Coronet - 緑柱石の宝冠(30)
- The Adventure of the Copper Beeches - ぶな屋敷（ぶなの木立、ぶなの木屋敷の怪）(21)

The Memoirs of Sherlock Holmes - シャーロック・ホームズの思い出（シャーロック・ホームズの回想）
- Silver Blaze - 白銀号事件（銀星号事件、名馬シルヴァー・ブレイズ、シルヴァー・ブレイズ）(29)
- The Cardboard Box - ボール箱[注釈 2](ボール箱事件)(25)
- The Yellow Face - 黄色い顔（土色の顔）(17)
- The Stockbroker's Clerk - 株式仲買店員(株式仲買人)(23)
- The 'Gloria Scott' - グロリア・スコット号事件(1[注釈 3])
- The Musgrave Ritual - マスグレーヴ家の儀式(2[注釈 3])
- The Reigate Squire[注釈 4] - ライゲートの大地主(ライゲイトの地主)(8)
- The Crooked Man - 背中の曲がった男（かたわ男、まがった男、背の曲がった男）(27)
- The Resident Patient - 入院患者（寄留患者）(5)
- The Greek Interpreter - ギリシャ語通訳(18)
- The Naval Treaty - 海軍条約文書事件(海軍条約)(24)
- The Final Problem - 最後の事件(31)

The Return of Sherlock Holmes - シャーロック・ホームズの帰還（シャーロック・ホームズの生還、シャーロック・ホームズの復活、シャーロック・ホームズ帰る）
- The Adventure of the Empty House - 空き家の冒険(32)
- The Adventure of the Norwood Builder - ノーウッドの建築業者(37)
- The Adventure of the Dancing Men - 踊る人形(44)
- The Adventure of the Solitary Cyclist - 孤独な自転車乗り（美しき自転車乗り、一人ぼっちの自転車乗り）(35)
- The Adventure of the Priory School - プライオリ学校(ブライアリイ・スクール)(49)
- The Adventure of Black Peter - ブラック・ピーター(36)
- The Adventure of Charles Augustus Milverton - 犯人は二人（チャールズ・オーガスタス・ミルヴァートン、恐喝王ミルヴァートン、毒ヘビ紳士）(46)
- The Adventure of the Six Napoleons - 六つのナポレオン（六つのナポレオン像）(47)
- The Adventure of the Three Students - 三人の学生(34)
- The Adventure of the Golden Pince-Nez - 金縁の鼻眼鏡(33)
- The Adventure of the Missing Three-Quarter - スリークウォーター失踪(スリークオーターの失跡)(41)
- The Adventure of the Abbey Grange - 僧坊荘園（アベイ農場、アベ荘園、アビィ農園、修道院屋敷）(42)
- The Adventure of the Second Stain - 第二の汚点（第二のしみ）(7)

His Last Bow - シャーロック・ホームズ最後の挨拶
- The Adventure of Wisteria Lodge - ウィスタリア荘（ウィステリア荘、藤荘）(28)
- The Cardboard Box - ボール箱[注釈 2]
- The Adventure of the Red Circle - 赤い輪(54)
- The Adventure of the Bruce-Partington Plans - ブルースパーティントン設計書(ブルース・パーティントン型設計図)(38)
- The Adventure of the Dying Detective - 瀕死の探偵(14)
- The Disappearance of Lady Francis Carfax - フランシス・カーファックス姫の失踪(レディ・フランセス・カーファックスの失踪)(52)
- The Adventure of the Devil's Foot - 悪魔の足(43)
- His Last Bow - 最後の挨拶(60)

The Case-Book of Sherlock Holmes - シャーロック・ホームズの事件簿
- The Adventure of the Mazarin Stone - マザリンの宝石(57)
- The Problem of Thor Bridge ソア橋（ソア橋のなぞ、ソア橋事件）(48)
- The Adventure of the Creeping Man - 這う男（這う人）(58)
- The Adventure of the Sussex Vampire - サセックスの吸血鬼(40)
- The Adventure of the Three Garridebs - 三人ガリデブ(51)
- The Adventure of the Illustrious Client - 高名な依頼人(53)
- The Adventure of the Three Gables - 三破風館（スリー・ゲイブルズ）(56)
- The Adventure of the Blanched Soldier - 白面の兵士(白面の騎士)(55)
- The Adventure of the Lion's Mane - ライオンのたてがみ（獅子のたてがみ）(59)
- The Adventure of the Retired Colourman - 隠居絵具師（引退した絵具師、退職した絵具屋）(45)
- The Adventure of the Veiled Lodger - 覆面の下宿人(39[注釈 3])
- The Adventure of Shoscombe Old Place - ショスコム荘(ショスコム・オールド・プレイス)(50)

### 外典
ホームズの名前は出てこないが、彼らしき人物が登場するドイル作品
- The Lost Special - 消えた臨時列車（消えた臨急）
- The Man with the Watches - 時計だらけの男

ドイル自身によるホームズもののパロディ
- The Field Bazaar - 競技場バザー
- How Watson Learned the Trick - ワトスンの推理法修業

ドイルの手による戯曲
- The Crown Diamond - 王冠のダイヤモンド（短編『マザリンの宝石』の原型）
- The Speckled Band - まだらの紐（短編『まだらの紐』の戯曲化）
- The Stonor Case - ストーナー事件（上記戯曲『まだらの紐』の第一稿）
- Angels Of Darkness - 暗黒の天使たち[注釈 5]

ドイルの手によらないホームズ作品
- Sherlock Holmes - 戯曲 シャーロック・ホームズ（英語版）（ウィリアム・ジレット作 / コナン・ドイルとの合作名義）
- Arsene Lupin contre Herlock Sholmès - ルパン対ホームズ（モーリス・ルブラン 作）[注釈 6]
- The Case of the Man Who Was Wanted - 指名手配の男（求むる男）（ドイルの未発表作品かと思われたが別人の執筆[注釈 7]）

ドイルの手によらないホームズ作品（コナン・ドイル財団公認）
- The House of Silk - 絹の家（アンソニー・ホロヴィッツ作）
- Moriarty - モリアーティ（アンソニー・ホロヴィッツ作）
- The House at Baker Street - ベイカー街の女たち（ミシェル・バークビイ作）
- The Women of Baker Street - ベイカー街の女たちと幽霊少年団（ミシェル・バークビイ作）

## 主な登場人物

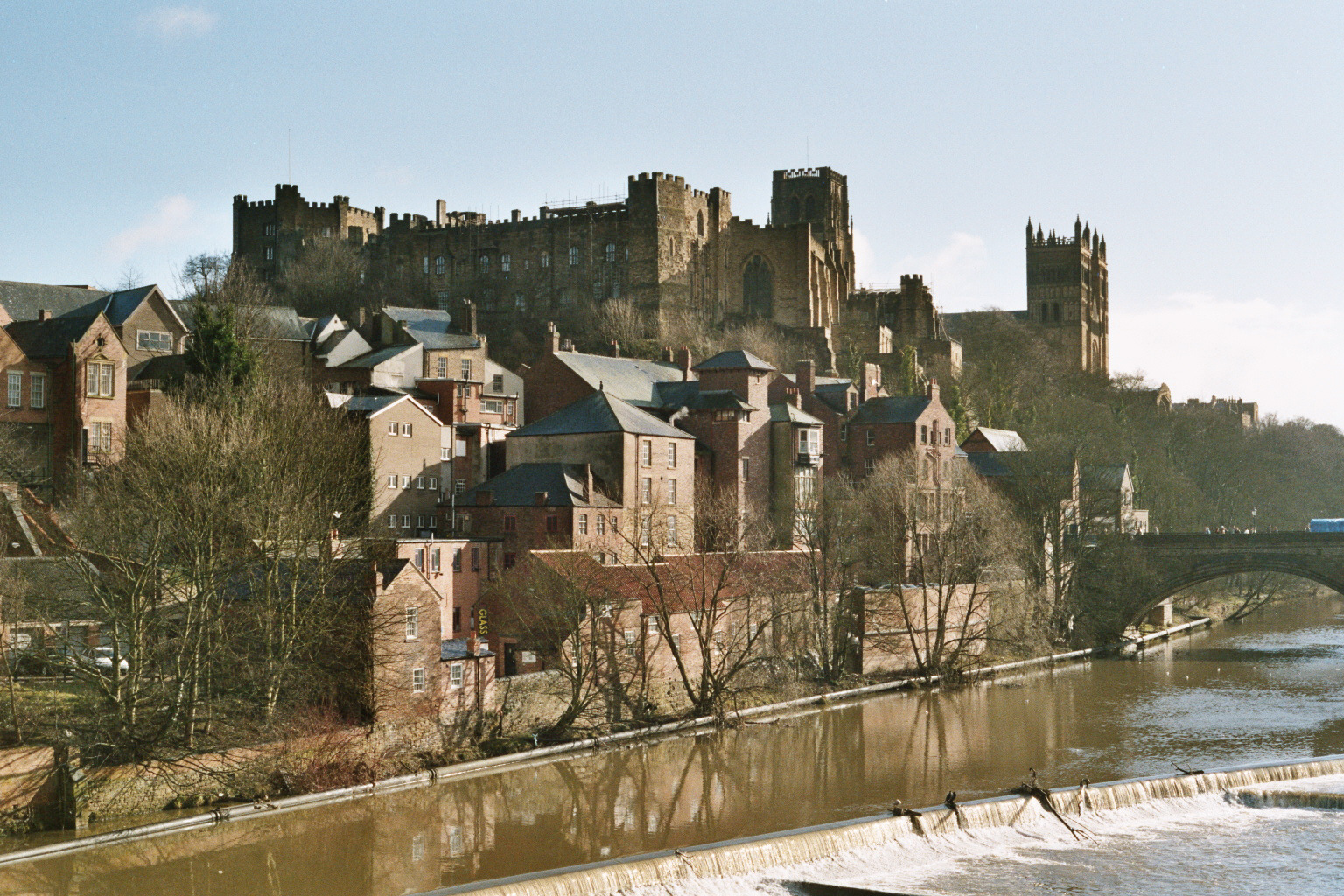
ダラム大学になっているダラム城

- シャーロック・ホームズ
- ジョン・H・ワトスン
- ハドスン夫人
- ベイカーストリートイレギュラーズ
- アイリーン・アドラー
- マイクロフト・ホームズ
- メアリー・モースタン
- レストレード警部
- トバイアス・グレグスン警部
- アセルニー・ジョーンズ警部
- ジェームズ・モリアーティ ダラム大学教授
- セバスチャン・モラン大佐

## 日本での出版

### 前史
日本は英語圏以外で、もっとも早くホームズものが紹介された国の1つである。
明治27年（1894年）の雑誌『日本人』1月号には、すでに「乞食道楽」の訳題で短編集である『シャーロック・ホームズの冒険』の「唇の曲がった男」が紹介されている。訳者名が記載されていないが、これが現在確認できる範囲で一番古い紹介である。次いで明治31年（1898年）9月7日から同年9月17日にかけ、徳冨蘆花の翻案で「秘密条約」が連載されている。これは「海軍条約」の紹介である。
長編の紹介は明治32年（1899年）には「血染の壁」の邦題で、毎日新聞に『緋色の研究』が連載されている。ホームズは本間、ワトソンは和田と日本人にされ、舞台はベルリンに変えられた（翻訳者は「無名氏」とされ、誰であったかは不詳）。
同、明治32年（1899年）には水田南陽（南陽外史）が『シャーロック・ホームズの冒険』の全12作品を『不思議の探偵』の総題で中央新聞で翻訳連載している。外遊した際にホームズものの人気を聞きつけ、帰国後にこれを訳したという。『冒険』が1892年に出版されたので、わずか7年で持ち込まれたことになる。「まだらの紐」を「毒蛇の秘密」としてしまうなど、題名でネタを割ってしまっている例もあるが、「赤毛組合」を「禿頭倶楽部」とした当時の日本人に馴染みやすく改変を行った例もある。明治末期（1907年）辺りから続々と作品が刊行され始めた。
明治期の紹介は、当時の日本人多くには英米の人名や地名あるいは文物になじみがなかったので、翻訳というよりも翻案あるいは再話というべきものが多い。舞台をイギリスから日本に、人名を堀田や和田になど、わかりやすい人名に置き換えている。また、英語教材としても扱われており、明治40年（1907年）4月には佐川春水訳註『銀行盗賊』（建文社）と訳註書が出ている。その後も、色々な訳註者が色々の出版社から短編の1作あるいは数作の訳註書を刊行している。

### 大正・昭和戦前・戦中期
短編集として原書の一冊をまとめて紹介したものは、大正4年（1915年）11月の『探偵王・蛇石博士』矢野虹城訳が嚆矢であるが、これは翻訳というより翻案というべきものである。その後、大正5年（1916年）には、加藤朝鳥訳『シャーロック・ホルムス』第一編から第三編で『冒険』の諸作がすべて訳されている。大正12年から刊行された紅玉社の「万国怪奇探偵叢書」には、『深紅の一糸』（「緋色の研究」）、『ホルムスの思い出』、『四つの暗号』（「四つの署名」）、『地獄の手』（恐怖の谷）、『ホルムスの再生』（「帰還」）、『食堂の殺人』（「最後の挨拶」）と刊行されているが、短編集の訳は全編の訳ではなく割愛された作もある。紅玉社はその後改めて、「紅玉社英文全訳叢書」として『メモアズ・オブ・シャロック・ホルムス』、『リタアン・オブ・シャロック・ホルムス』、『アドベンチャアズ・オブ・シャーロック・ホルムス』、『サイン・オブ・フヲア』、『スタデイ・イン・スカアレット』を刊行している、書名はすべて原題のカタカナ書きだが内容は訳書である。
昭和5年に平凡社「世界探偵小説全集」の中の第1巻から第6巻として江戸川乱歩が『恐怖の谷・妖犬』『シャーロック・ホームズの冒険』を、三上於菟吉が『シャーロック・ホームズの記憶』『シャーロック・ホームズの帰還』を、東健而が『或るグロテスク』を、延原謙が『シャーロック・ホームズの事件簿』を担当している。昭和11年～13年には、菊池武一訳『ホームズの冒険』、『ホームズの回想』、『ホームズの帰還』が岩波文庫で刊行（戦後に改版）された。平凡社版の短編集には、原書にありながら訳されていない作があるし、訳者として名前をあげている人が必ずしも自身で訳したわけではなく、乱歩などすべて代訳であると後年自身で述懐している。また岩波文庫版もやはり作品の選択が行われている。
全作品が原書に従って訳・出版されたのは、昭和6年（1931年）から昭和8年刊行の改造社版『世界文学全集・ドイル全集』（全8巻）が最初である。このとき『シャーロック・ホームズの事件簿』刊行につき、著者ドイルの許可が得られ翻訳権が成立、ホームズ作品中この一冊のみ訳・出版できる出版社が長年限られた。また（訳者の一人）延原謙は、大正末期からドイル作品を訳し、昭和6年には『ドイル全集』を刊行開始した。

## 主なシリーズ出版

### 新潮文庫版
- 訳者 - 延原謙 全10巻（1990年代の改版にあたり、嗣子の延原展が修正を加えた）

戦前からドイル翻訳を手がけていた延原が、戦後新たに取り組み、1951年月曜書房から「シャーロック・ホームズ全集」を刊行開始、翌年全13巻で完結、日本初の全60編の翻訳を個人全訳で成し遂げた。月曜書房版には「求むる男」が収載されているが、後にドイルの作ではない事がわかったので、下記の作品集には収録されていない。
新潮文庫は、1953年3月に『シャーロック・ホームズの思い出』より刊行が始まった。
53年に『シャーロック・ホームズの冒険』、『同・帰還』、『同・事件簿』の各短編集、『緋色の研究』、『恐怖の谷』、『四つの署名』の各長編を、54年に『バスカヴィル家の犬』を、55年に『シャーロック・ホームズの最後の挨拶』を刊行した。
文庫版は、ページ数制約のため短編集から計8編が割愛されており、55年9月に、その8編を収録した日本独自の短編集『シャーロック・ホームズの叡智』を刊行、日本初の文庫版「ホームズ全集」全10巻が完結。なお挿絵はない。延原訳は、文庫以外に別に新潮社で「全集」全6巻も刊行した。
前史でも述べたが、延原は戦前からドイル作品の主要な訳者で、訳著は戦前、すでに一部文庫化されていた。
延原は全集完結後も、ホームズ作品以外のドイル作品を翻訳、57年から『ドイル傑作集』を刊行。58年、60年、61年までに全7集の傑作集を訳した。1965年に『わが思い出と冒険－コナン・ドイル自伝』（1994年に限定復刊）を訳している。
新潮文庫では、延原による戦前からのドイル翻訳の集成として、ドイル作品群が揃えられていたが、ホームズ作品と『ドイル傑作集』（7巻中の3巻の全20短編）以外は、年を経て品切となった。
1977年の延原の没後も、順調に版を重ねていたが、90年代にリニューアル（息子・展による訳文の修正・改版、カバーデザイン変更）した。またホームズ作品集以外の『ドイル傑作集』（全3巻）も、2006－07年に改版、新デザインカバーとなり、重版されている。傑作集の第1巻にはホームズシリーズの外典である「消えた臨時特急」と「時計だらけの男」が収録されている。
なお、この新潮文庫版以降に刊行された文庫版全集は、すべてオリジナル通りの短編集5冊、長編4冊の全9巻で刊行したが、改版再刊版も『叡智』を含む全10巻の構成のままである。
なお延原謙と著名なシャーロッキアン長沼弘毅を記念し、各・没後に名を冠した賞があったが、1985年に第7回「日本シャーロック・ホームズ大賞」に統合され現在まで続いている（2023年第45回は日暮雅通が受賞）

### ハヤカワ文庫版
- 訳者 大久保康雄、全9巻。早川書房。

最初は、新書判のハヤカワ・ミステリ（通称ポケット・ミステリ、ポケミス）シリーズで、1958年9月に、著名な英米文学翻訳家の大久保訳により『シャーロック・ホームズの事件簿』を刊行した。翌年に同シリーズで、『最後の挨拶』を、その次が63年で『同・復活』が刊行された。
その後しばらく訳書は出されず、シリーズは3作で打ち止めと見られたが、第4作は18年ぶりとなる81年に『同・冒険』を、同年に『同・回想』も出版され、長編は83年に『緋色の研究』と『四つの署名』が、84年に『バスカヴィル家の犬』、85年8月に『恐怖の谷』を刊行、シリーズ発売開始以来約27年をかけて全訳が完結した。
刊行が再開された1981年にハヤカワ・ミステリ文庫での刊行も始まり、6月の『冒険』を皮切りに、同年中に『回想』、『復活』、『最後の挨拶』を再刊行した。うち『復活』『最後の挨拶』『事件簿』は文庫用に新たに訳しなおしたものである。83年に『緋色の研究』、『四つの署名』、84年『バスカヴィル家の犬』、85年『恐怖の谷』が再刊行。著作権の関係で、文庫版では未刊行だった『事件簿』も、開始以来10年目の91年に再刊行。創元推理文庫版と同時に、新たな文庫版全集が完結した。2015年に『冒険』は（上・下）に改版刊行。
かなりの年月をかけ完結したハヤカワ版全集だが、ポケミス版は全点品切、文庫版も半数以上が品切（2010年現在）になっている。
ホームズ作品以外のドイル作品では、新書判のハヤカワSFシリーズで、1962年に新庄哲夫訳で『ロスト・ワールド』、63年に『マラコット海淵』（斉藤伯好訳）が出ており、1996年にハヤカワSF文庫で、加島祥造新訳で『失われた世界 ロスト・ワールド』が刊行されたが、現在は全点品切。早川書房でもホームズ作品研究、多くのパスティーシュ作品の訳書が刊行されている。特にジョン・ディクスン・カーは、三男アイドリアンと共著でシリーズの続編『シャーロック・ホームズの功績』がある。
伝記研究に、カーによる公認伝記『コナン・ドイル』（大久保康雄訳）があり、単行本で刊行後、1993年にポケミスシリーズ（数少ない伝記）で再刊、電子出版もある。また訳者日暮雅通『シャーロック・ホームズ・バイブル』（2022年）がある。

### 創元推理文庫版
東京創元社〈創元推理文庫〉版は1960年の7月11月にかけ阿部知二訳が、『冒険』から『最後のあいさつ』までの短編集4冊と『緋色の研究』から『恐怖の谷』までの長編4冊の計8冊で断続的に出版された。阿部によるホームズシリーズの最初の翻訳は1958年に麦書房『銀星号事件』である。のち河出書房『世界文学全集 決定版』が出版され、1958年に別冊巻の一つに、阿部訳ホームズシリーズが選ばれた。阿部訳（創元旧）版は、河出旧訳版を底本に改訳を行い刊行した。しかし『事件簿』のみ、著作権契約の関係から既記した上出の各出版社に優先的な独占出版権が与えられたため、東京創元社は資本及び交渉権の関係で、これに参画する事が出来ず、故に阿部訳版の『事件簿』は未刊となった。また上述した他社が有する独占出版権の失効を待つことなく、1973年に阿部知二が病没したため『事件簿』は改訳出版が出来なかった。
1990年にドイル没後60年による著作権（および上述の独占出版権）の失効により、創元推理文庫で改めて深町真理子によりホームズシリーズ新訳版刊行を開始した。ただ当初はシリーズ全体の新訳出版の意図はなく、上述した阿部訳版の補完での『事件簿』の刊行のみだった。深町自身も『事件簿』訳にあたり、可能な限り阿部訳版をはじめとする先行訳版の尊重を試みた。深町訳版において『事件簿』を最初の訳本に置いているのは、この「阿部訳版を補完するための『事件簿』の単独出版」という経緯と理由によるもので、また東京創元社も後述する深町新訳版の刊行までは深町版『事件簿』を阿部訳版の続版に準ずる位置付けだった。2010年代に、阿部訳の初版から約半世紀を経て時代の変化に合わせるため、深町による他の8冊新訳が行われた、改めて『事件簿』も「阿部版の続版作」でなく「深町版ホームズの新訳作」として扱われるようになった。

#### 阿部知二訳版
- 訳者：阿部知二（旧訳版）全8巻。東京創元社。新訳版刊行につき全点絶版。
1991年より2010年2月までは、阿部訳の改版と『シャーロック・ホームズの事件簿』深町真理子訳を含め全9巻のシリーズ版。
2010年2月より深町によるシリーズの新訳刊行を開始。新訳出版と同時にシリーズの該当版を差し替え、2015年9月の新訳版『恐怖の谷』刊行をもって差し替えが完了した。

- バスカヴィル家の犬　1960年7月15日（初版刊行）
- シャーロック・ホームズの冒険　1960年7月29日
- 緋色の研究　1960年8月12日
- 回想のシャーロック・ホームズ　1960年8月18日
- シャーロック・ホームズの生還　1960年9月30日（1971年1月、第25版：新訳改稿）
- 四人の署名　1960年10月21日
- 恐怖の谷　1960年11月11
- シャーロック・ホームズの最後のあいさつ　1960年11月18日

#### 深町真理子訳版
- 訳者：深町真理子（新版）全9巻・完結。創元推理文庫
  - シャーロック・ホームズの事件簿　1991年5月、新版2017.4
　上述の通り『冒険』新訳を刊行開始までは、旧訳シリーズ補巻での扱い。
  - シャーロック・ホームズの冒険　2010年2月
  - 回想のシャーロック・ホームズ　2010年7月
  - 緋色の研究　2010年11月
  - 四人の署名　2011年7月
  - シャーロック・ホームズの復活　2012年6月
  - バスカヴィル家の犬　2013年2月
  - シャーロック・ホームズ最後の挨拶　2014年8月
  - 恐怖の谷　2015年9月

#### 東京創元社版の関連作品
各・文庫版が、ドイル傑作集全5巻と、冒険小説『勇将ジェラール』、SF小説『失われた世界』（中原尚哉の新訳）等、他の訳者で計全10冊刊行されたが、中原訳以外は品切。
深町訳で伝記研究、ジュリアン・シモンズ『コナン・ドイル』（創元推理文庫で再刊）があるが、各・品切。
他にピエール・バイヤール『シャーロック・ホームズの誤謬 『バスカヴィル家の犬』再考』（平岡敦訳、文庫再刊）がある。
ジューン・トムスンのパスティーシュ短編集で『シャーロック・ホームズの秘密ファイル』、『シャーロック・ホームズのクロニクル』、『シャーロック・ホームズのジャーナル』、『シャーロック・ホームズのドキュメント』、研究『ホームズとワトスン　友情の研究』も、各・押田由起訳で文庫刊行。
これらのトムスン版パスティーシュは東京創元社に優先翻訳出版権契約が与えられている。他に外国人・日本人作家双方ともパスティーシュ作品を多く刊行。

### 講談社版（シャーロック・ホームズ大全）
- 訳者 - 鮎川信夫。講談社文庫（全7冊）を元にしている。講談社でもパスティーシュ作品が多く刊行。

シリーズ全60話のうち47話を1冊に収録。有名なシドニー・パジェットによる挿絵200点を掲載。小林司、東山あかねによる解説つき。鮎川が急逝する直前の1986年9月に刊行。全点品切。
1990年代には講談社インターナショナルで原書『シャーロック・ホームズ全集』全14巻を刊行していた。全点品切。

### ちくま文庫版（詳注版シャーロック・ホームズ全集）
- 訳者 - 小池滋監修、全10巻＋別巻。訳者は高山宏、中野康司ほか
別巻：北原尚彦編『シャーロック・ホームズ事典』（文庫オリジナル）、1997-98年。全巻品切

全作品を年代順に再編成（「グロリア・スコット号事件」～「最後の挨拶」）
シャーロキアンのW.S.ベアリング＝グールドによる詳解な解説と注釈を収録。元版は東京図書（全21巻、1982-83年）

### 河出書房新社版（シャーロック・ホームズ全集）
- 訳者 - 小林司、東山あかね、全9巻、1999-2002年、新装版2023年
原典はオックスフォード大学出版局版で「注釈・解説」も訳され、初版本シドニー・パジェットの挿画全点を収録。
河出文庫で新版再刊（2014年）。文庫化する際に注釈・解説の約半分が割愛された。

小林・東山は夫婦で「日本シャーロック・ホームズ・クラブ」を1977年より主宰。約40数年で「ホームズ」関連著作を（共編著・訳書・児童書・再刊も入れると）七十冊以上刊行している。大著に『シャーロック・ホームズ大事典』（編著、東京堂出版、2001年）、近年刊に『シャーロック・ホームズ入門百科』（小林エリカ・画、河出文庫、2019年）
河出書房新社でも、小林・東山による訳著は『図説シャーロック・ホームズ』（増訂版〈ふくろうの本〉、2005年、新版2012年）や、『シャーロック・ホームズの推理博物館』（河出文庫、2001年）、ウィリアム・ベアリング＝グールドローゼンバーク『シャーロック・ホームズ　ガス灯に浮かぶその生涯』（河出文庫、1987年）ほか多数刊行され、小林・東山夫妻以外も入れると約40冊を刊行しているが、大半は品切である。
なお小林・東山版が刊行する大分前に、上記の通り河出「世界文学全集」の枠内で阿部知二訳版（創元社版の既訳）が用いられていた。

### 光文社文庫版（新訳シャーロック・ホームズ全集）
- 訳者 - 日暮雅通、シリーズ全9巻。2006年1月から2008年1月に刊行、光文社文庫の新訳版。

日暮雅通は、ジャック・トレイシー『シャーロック・ホームズ大百科事典』（河出書房新社、2002年）や、大著の伝記で、ダニエル・スタシャワー『コナン・ドイル伝』（東洋書林、2010年）を訳している。また、「ホームズ」が主人公になった小説作品を主に、他に「ガイダンス」や「事典」など、数十冊の関連本を訳している。
光文社文庫版の前に児童書の講談社「青い鳥文庫」で、日暮まさみち訳名義で全作品・全16分冊で刊行している。児童向けの全作品の訳と成人向けの全作品の訳を両方行った初めての訳者である。
挿絵は一部掲載されているが電子版にはない。

### 角川文庫版（シャーロック・ホームズシリーズ）
- 訳者 - 石田文子（1巻目のみ）・駒月雅子（2巻目以降）
　角川文庫の新訳版 全9巻、2010年2月から2021年9月に刊行。児童向けの角川つばさ文庫でも一部刊行。

なお旧角川文庫版訳者は、鈴木幸夫と阿部知二で、挿絵はなく、冒険、回想、生還の、三短編集と、バスカーヴィル家の犬のみ、初版表記は「シァーロク・ホウムズ」であった。

## ホームズシリーズから生まれたミステリ用語
ワトスン役
探偵の相棒や助手を勤め、一連の活動を記録する人物。
赤毛トリック
「赤毛組合」に由来。ミスディレクション、はぐらかし、の一種。ドイル自身もいくつかの同工異曲作をものしているほか、鮎川哲也、島田荘司に同趣向の作品がある。
鳴かなかった犬の推理
「白銀号事件」に由来。事件当夜の犬の「とても奇妙な行動」からホームズは犯人を特定した。転じて「一見何の不自然もないことが、実はとても奇妙であること」。時に誤解されるが、「あの夜犬は何もしなかった」はホームズの台詞ではない。白銀号事件から36年後に、S・S・ヴァン＝ダインが推理小説の書き手に示した「ヴァン・ダインの二十則」（1928年）においては、当時においてすでに陳腐化した手法の一つとして掲げられており、一種の禁じ手となっている。
バールストン・ギャンビット
『恐怖の谷』の舞台となった邸の名に由来。トリックの概要自体は、ディケンズらに先駆がある。現実の捜査技術の発達で次第に姿を消した。バールストン先攻法ともいう。
ソア橋のトリック
「ソア橋のなぞ」に由来。S・S・ヴァン＝ダイン、横溝正史らが後に同様のトリックを盛り込んだ作品を著している。また、ドイルの遺品がオークションにかけられようとした時、殺人事件が起こるが捜査は難航し迷宮入りと思われた。しかし、このトリックを利用して英国から流出するのを阻止しようとした自殺ではないかと警察に助言が齎されたことにより、この事件は殺人事件を偽装した自殺だと判明した。

## 著作権
シャーロック・ホームズシリーズの著作権は、2023年1月1日にすべてパブリックドメインになったとされている。